# Parkland Beach (Alberta)
Pour les articles homonymes, voir Parkland Beach.
Parkland Beach est un village d'été (summer village) du Comté de Ponoka, situé dans la province canadienne d'Alberta.

## Démographie
En tant que localité désignée dans le recensement de 2011, Parkland Beach a une population de 124 habitants dans 52 de ses 168 logements, soit une variation de -8,1 % avec la population de 2006. Avec une superficie de 0,926 5 km2, le village d'été possède une densité de population de 133,837 0 hab/km2 en 2011.
Concernant le recensement de 2006, Parkland Beach abritait 135 habitants dans 61 de ses 165 logements. Avec une superficie de 0,926 5 km2, Parkland Beach possédait une densité de population de 145,7 hab/km2 en 2006.
| 2001 | 2006 | 2011 | 2016 |
| ---- | ---- | ---- | ---- |
| 97   | 135  | 124  | 153  |